# Vladimir Kossogovski
Vladimir Kossogovski (en ruso: Владимир Косоговский, 14 de enero de 1857 - 12 de septiembre de 1918) fue un teniente general ruso, comandante de la Brigada de cosacos persas y miembro del Estado Mayor del Ejército Imperial Ruso.

## Biografía
Fue educado en la primera escuela militar de Moscú, la Caballería de San Nicolás. Después de asistir, se alistó en el 12º Regimiento de Húsares Akhtyrsky (1876). De acuerdo con el registro de servicio del Estado Mayor, más tarde se convirtió en un senior de la 2.ª división de cosacos del Cáucaso del Estado Mayor al-T. En mayo de 1884, se convirtió en el nuevo comandante de la Brigada de cosacos persas. También sirvió en la Guerra ruso-turca (1877-1878) y la Guerra ruso-japonesa.
En 1908, se retiró a su finca, Pogostiha, en la gobernación de Nóvgorod. Kossogovsky fue fusilado por los bolcheviques allí el 12 de septiembre de 1918.